# كأس الإمارات 2007
بطولة كأس الإمارات 2007 هي أول بطولة ودية لكرة القدم للرجال استضافها نادي آرسنال. أقيمت البطولة في ملعب الفريق ملعب الإمارات خلال عطلة نهاية الأسبوع يومي 28 يوليو و 29 يوليو 2007. ظهرت فكرة المسابقة قبل الموسم التي أقيمت في أرسنال لأول مرة خلال موسم 2006-07، وبمجرد اكتمال التخطيط، دعا النادي ثلاثة أندية أوروبية أخرى للمشاركة وهي إنتر ميلان وباريس سان جيرمان وفالنسيا. النادي الأخير حل مكان النادي الألماني هامبورغ الذي كان مرتبطا بكأس إنترتوتو.

## وصلات خارجية
- الموقع الرسمي